# Joaquín Suárez
Joaquín Luis Miguel Suárez de Rondelo y Fernández (Canelones, 18 agosto 1781 – Montevideo, 26 dicembre 1868) è stato un politico uruguaiano.
È stato Presidente dell'Uruguay dal 1º marzo 1843 al 15 febbraio 1852, dopo essere stato anche presidente provvisorio come supplente di José Rondeau (all'estero) tra il 1 e il 28 dicembre 1828.